# Coroglen
Coroglen est une localité située dans la péninsule de Coromandel, dans l’Île du Nord de la Nouvelle-Zélande.

## Situation
Elle siège sur le trajet de la route State Highway 25/S H 25 (en), à 18 kilomètres au sud de la ville de Whitianga et à 26 kilomètres au nord-ouest de la ville de Tairua,.
La route Tapu-Coroglen Road, est une route en gravier, sinueuse, traversant la chaîne de Coromandel (en), allant jusqu’à la ville de Tapu sur la côte ouest de la péninsule.

## Histoire
La ville fut fondée sous le nom de Gumtown à la fin du XIXe siècle avec une scierie de troncs de kauri.
Au début des années 1900, Gumtown avait trois magasins, une boulangerie, un boucher, un bottier, un forgeron, un hôtel, deux pensions, et un saloon avec billard.
Actuellement, la ville de Coroglen a une taverne (fameuse pour ses performances de musique en live), une école primaire, une pré-école maternelle, un jardin, la communauté et un marché fermier réputé, qui se tient le dimanche.Il y a aussi une source chaude libre non close.

## Éducation
L’école de Coroglen School est une école primaire mixte allant de l’année 1 à 8, avec un taux de décile de 6 et un effectif d’environ 40 élèves.